# Platyxythrius gigas
Platyxythrius gigas is een keversoort uit de familie van de loopkevers (Carabidae). De wetenschappelijke naam van de soort werd voor het eerst geldig gepubliceerd in 1952 door Stefano Ludovico Straneo.